# Ligne du Cameroun
La ligne du Cameroun est un rift d'Afrique s'étirant entre le bassin du lac Tchad et le golfe de Guinée dont elle trace une bissectrice.

## Géographie

### Topographie
La ligne du Cameroun, large d'une centaine de kilomètres, s'étire sur 1 600 kilomètres selon un axe orienté nord-est - sud-ouest. Ce rift se compose de massifs montagneux, de plateaux et d'îles d'origine volcanique et plutonique anorogénique. Son extrémité septentrionale est constituée des monts Mandara, au sud-ouest du lac Tchad, et se prolonge vers le sud-ouest par les monts Atlantika, les monts Shebshi, l'Adamaoua (qui constitue un haut plateau du centre du Cameroun), la dorsale camerounaise  (dans l'ouest du pays, avec les monts Oku et Mekoua) et le mont Cameroun. À partir de cette montagne, la ligne du Cameroun s'affaisse sous les eaux du golfe de Guinée et émerge avec les îles Bioko, São Tomé, Principe puis Annobón à son extrémité méridionale. La partie méridionale de la ligne du Cameroun est ponctuée de volcans nés du point chaud du Cameroun. Il s'agit des îles que le rift forme dans le golfe de Guinée, du mont Cameroun et du mont Manengouba.
La ligne du Cameroun possèderait des prolongements au nord allant jusqu'au Tibesti et à la Libye.

### Écosystème
Les reliefs de la ligne du Cameroun dépassant 900 mètres d'altitude, à l'exception du mont Cameroun, font partie de l'écorégion des forêts des hauts plateaux camerounais. Elle constitue une enclave de forêt de montagne entre la forêt tropicale humide de Basse-Guinée et la savane soudanaise.

## Histoire
La ligne du Cameroun a été mise en évidence et définie en 1909 par le géographe et géomorphologiste allemand Siegfried Passarge.